# Фокс-Лейк-Гіллс (Іллінойс)
Фокс-Лейк-Гіллс (англ. Fox Lake Hills) — переписна місцевість (CDP) в США, в окрузі Лейк штату Іллінойс. Населення — 2684 особи (2020).

## Географія
Фокс-Лейк-Гіллс розташований за координатами 42°24′49″ пн. ш. 88°7′34″ зх. д. / 42.41361° пн. ш. 88.12611° зх. д. (42.413499, -88.125987).  За даними Бюро перепису населення США в 2010 році переписна місцевість мала площу 4,70 км², з яких 3,30 км² — суходіл та 1,40 км² — водойми.

## Демографія
Згідно з переписом 2010 року, у переписній місцевості мешкала 2591 особа в 969 домогосподарствах у складі 741 родини. Густота населення становила 552 особи/км².  Було 1038 помешкань (221/км²).
Расовий склад населення:
| - 93,0 % — білих - 2,0 % — чорних або афроамериканців - 0,7 % — азіатів - 0,2 % — корінних американців - 2,7 % — осіб інших рас |

До двох чи більше рас належало 1,4 %. Частка іспаномовних становила 6,4 % від усіх жителів.
За віковим діапазоном населення розподілялося таким чином: 22,4 % — особи молодші 18 років, 67,2 % — особи у віці 18—64 років, 10,4 % — особи у віці 65 років та старші. Медіана віку мешканця становила 40,2 року. На 100 осіб жіночої статі у переписній місцевості припадало 101,9 чоловіків;  на 100 жінок у віці від 18 років та старших — 101,7 чоловіків також старших 18 років.
Середній дохід на одне домашнє господарство  становив 74 926 доларів США (медіана — 65 000), а середній дохід на одну сім'ю — 79 154 долари (медіана — 69 432). За межею бідності перебувало 12,0 % осіб, у тому числі 9,4 % дітей у віці до 18 років та 13,1 % осіб у віці 65 років та старших.
Цивільне працевлаштоване населення становило 1042 особи. Основні галузі зайнятості: виробництво — 23,5 %, освіта, охорона здоров'я та соціальна допомога — 16,4 %, роздрібна торгівля — 15,3 %.